# Harada Nobutane
Pour les articles homonymes, voir Harada.
Harada Nobutane est un nom japonais traditionnel ; le nom de famille (ou le nom d'école), Harada, précède donc le prénom (ou le nom d'artiste).
Harada Nobutane (原田 信種, 1560-1598) est un samouraï de la période Sengoku et de l'époque Azuchi Momoyama au service du clan Akizuki du Kyūshū. Son titre de cour est Shimotsuke no kami (下野守). Fils de Kusano Chikanaga, il est adopté comme héritier de la famille Harada. Il devient vassal de Toyotomi Hideyoshi à la suite de l'invasion de Kyūshū par ce dernier. Harada sert ensuite comme yoriki sous Sassa Narimasa et Katō Kiyomasa. Il rejoint les forces de Katō Kiyomasa en Corée et meurt au siège d'Ulsan.

## Source de la traduction
- (en) Cet article est partiellement ou en totalité issu de l’article de Wikipédia en anglais intitulé « Harada Nobutane » (voir la liste des auteurs).